# Sendmail
Sendmail es un popular agente de transporte de correo (MTA - Mail Transport Agent) en Internet, cuya tarea consiste en encaminar los mensajes o correos de forma que estos lleguen a su destino. Soporta muchos tipos de métodos de entrega, incluyendo el protocolo Simple Mail Transfer Protocol (SMTP) utilizado para el transporte de correos electrónicos sobre Internet. 
Es un sucesor de delivermail, un programa escrito por Eric Allman. Sendmail es un proyecto bien conocido por comunidades de software libre y de código abierto y comunidades Unix. Existe en versión de software libre y propietario.

## Vista general
Allman escribió delivermail para ARPANET que fue incluido en la versión 4.0 y 4.1 de BSD en 1979. Allman escribió Sendmail como un derivado de delivermail a principios de 1980 para la Universidad de California en Berkeley y fue incluido con BSD 4.1c en 1983, la primera versión BSD que incluía protocolos TCP/IP.
En 1996, aproximadamente el 80% de los servidores de correos electrónicos públicamente alcanzables corrían Sendmail Encuestas más recientes han sugerido una disminución. Para agosto de 2019 solo el 4.18% de servidores de correos electrónicos corren Sendmail según un estudio llevado a cabo por E-Soft, Inc.
Otras encuestas han sugerido una disminución menor, con el 24% de servidores de emailscorriendo Sendmail en agosto del 2015, según un estudio llevado a cabo por Mail Radar.
Allman diseño Sendmail para que tenga mucha flexibilidad pero puede su configuración puede ser desalentadora para principiantes. Los paquetes de configuración estándar entregados con el código fuente requieren el uso del lenguaje de macros M4 que esconde gran parte de la complejidad de la configuración. La configuración define las opciones de entrega de correos electrónicos, sus parámetros de acceso y el mecanismo de reenvío de correos electrónicos a sitios remotos tanto como parámetros de ajuste de la aplicación.
Sendmail soporta una variedad de protocolos de transferencia incluyendo SMTP, ESMTP, Mail-11 de DECnet, HylaFax, QuickPage y UUCP. Adicionalmente, Sendmail v8.12 en septiembre de 2001 introdujo el soporte para milters - programas de filtrado de correos electrónicos externos que pueden participar en cada paso de la conversación SMTP.

## Adquisición por Proofpoint, Ic
Según un anuncio del 1 de octubre de 2013 Sendmail, Inc fue adquirido por Proofpoint, Inc.

## Lanzamientos de Sendmail 8
- Sendmail-8.15.2 2015-07-03 Release Notes
- Sendmail-8.15.1 2014-12-06
- Sendmail-8.14.9 2014-05-21
- Sendmail-8.14.8 2014-01-26
- Sendmail-8.14.7 2013-04-21
- Sendmail-8.14.6 2012-12-23
- Sendmail-8.14.5 2011-05-17
- Sendmail-8.14.4 2009-12-30
- Sendmail-8.14.3 2008-05-03
- Sendmail-8.14.2 2007-11-01
- Sendmail-8.14.1 2007-04-03
- Sendmail-8.14.0 2007-01-31
- Sendmail-8.13.0 2004-06-20
- Sendmail-8.12.0 2001-09-08
- Sendmail-8.11.0 2000-07-19
- Sendmail-8.10.0 2000-03-01
- Sendmail-8.9.0 1998-05-19
- Sendmail-8.8.0 1996-09-26
- Sendmail-8.7 1995-09-16
- Sendmail-8.6 1993-10-05
- Sendmail-8.1 1993-06-07 - 4.4BSD freeze. Sin cambios semánticos.

La información deriva del archivo RELEASE_NOTES file de la distribución de sendmail .

## Seguridad
Sendmail se originó en los primeros días de internet, una era donde las consideraciones de seguridad no jugaban un rol primario en el desarrollo del software de red. Las primeras versiones de Sendmail sufrieron un número de vulnerabilidades de seguridad que fueron corregidas a lo largo de los años.
Sendmail en sí incorporó cierta cantidad de separación de privilegios para evitar la exposición de los problemas de seguridad. Para el 2009, las versiones de Sendmail, como otros MTAs modernos, incorporan muchas mejoras de seguridad y características opcionales que pueden ser configuradas para mejorar la seguridad y prevenir el abuso.

### Historia de vulnerabilidades
Vulnerabilidades de Sendmail en avisos y alertas del CERT.
- «TA06-081A Sendmail Race Condition Vulnerability».
- «CA-2003-25 Buffer Overflow in Sendmail». Sec Lists. Consultado el 22 de junio de 2020.
- «CA-2003-12 Buffer Overflow in Sendmail». lwn.net. Consultado el 22 de junio de 2020.
- «CA-2003-07 Remote Buffer Overflow in Sendmail». lwn.net. Consultado el 22 de junio de 2020.
- «CA-1997-05 MIME Conversion Buffer Overflow in Sendmail Versions 8.8.3 and 8.8.4». 1997 CERT Advisories - CMU. Consultado el 22 de junio de 2020.
- «CA-1996-25 Sendmail Group Permissions Vulnerability». 1996 CERT Advisories - CMU. Consultado el 22 de junio de 2020.
- «CA-1996-24 Sendmail Daemon Mode Vulnerability». 1996 CERT Advisories - CMU. Consultado el 22 de junio de 2020.
- «CA-1996-20 Sendmail Vulnerabilities». 1996 CERT Advisories - CMU. Consultado el 22 de junio de 2020.